# Dustforce
Dustforce è un videogioco a piattaforme sviluppato nel 2012 da Hitbox Team. Originariamente distribuito per Microsoft Windows, il videogioco è stato convertito per macOS e Linux. Nel 2014 la Capcom ha pubblicato le versioni per PlayStation 3, PlayStation Vita e Xbox 360.

## Sviluppo
Ispirato ai videogiochi platform, tra cui Mega Man, Super Smash Bros. Melee e N, il gioco è stato realizzato per una competizione di videogiochi indie. Grazie al prototipo di Dustforce, Hitbox Team ha ricevuto un premio di 100 000 dollari con cui ha completato il videogioco, che è stato pubblicato su Steam.
Nell'ottobre 2014 il videogioco ha ricevuto un'espansione dal titolo Dustforce DX.